# Фрейліни (картина)
«Менíни» (ісп. Las meninas; вимовляється [laz meˈninas]; іспанська – «Фрейліни») — картина Дієго Веласкеса 1656 року. Ще одна назва — «Родина Філіпа IV». Це одна з найзнаменитіших картин у світі, що знаходиться в Національному музеї Прадо в Мадриді. Її складна та загадкова композиція порушує питання про реальність та ілюзії та створює невизначені стосунки між глядачем та зображеними фігурами. Через ці складнощі «Меніни» є одним із найбільш широко аналізованих творів у західному живописі.
Ф. Х. Санчес Кантон вважає, що на картині зображено головну кімнату в Королівському Алькасарі Мадрида під час правління короля Іспанії Філіпа IV. На картині зображено кілька постатей, найвідоміших представників іспанського двору, зображених, на думку деяких коментаторів, у певний момент, немов на моментальному знімці. Одні дивляться з полотна на глядача, інші взаємодіють між собою. П'ятирічна інфанта Маргарита Тереза оточена своєю свитою з фрейлін, супроводжуючих, охоронців, двох карликів та собаки. Трохи за ними Веласкес зображує себе працюючим над великим полотном. Веласкес дивиться в далечінь, межі живописного простору, туди, де стояв би глядач картини. На задньому плані знаходиться дзеркало, де відображаються верхні частини тіл короля і королеви. Здається, що вони знаходяться поза простором картини в положенні, аналогічному положенню глядача, хоча деякі вчені припускають, що їхнє зображення є відображенням картини, над якою працює Веласкес.
«Фрейліни» давно визнана однією з найважливіших картин в історії західного мистецтва. Художник епохи бароко Лука Джордано сказав, що вона є «теологією живопису», а в 1827 році президент Королівської академії мистецтв сер Томас Лоуренс у листі своєму наступнику Девіду Вілкі назвав цю роботу «істинної філософією мистецтва». Зовсім недавно її назвали «найвищим досягненням Веласкеса, найвищою мірою самосвідомою, розважливою демонстрацією того, чого може досягти живопис, і, можливо, найретельнішим коментарем, будь-коли зробленим з приводу можливостей станкового живопису».

## Історія картини
Найбільш повну інформацію про картину можна знайти у великій та докладній біографії Веласкеса, опублікованій Антоніо Паломіно у третьому томі «Museo pictórico y escala óptica» під назвою «El parnaso español pintoresco laureado». Картина була закінчена в 1656 році, що відповідає очевидному віку інфанти Маргарити (близько п'яти років). Король відвідував майстерню художника, розмовляв з ним, а іноді просто так залишався дивитись на його роботу. Місцем роботи Веласкеса була велика кімната на першому поверсі старого мадридського Алькасара, поряд із так званою «кімнатою принца», бо це була кімната принца Бальтасара Карла, який помер у 1646 році, за десять років до дати написання картини. Через кілька років після смерті Веласкеса головна кімната «Кімнати принца», яка таки зображена в «Менінах», була обладнана під майстерню для камерних художників.
Згідно з описом, картина знаходилася в кабінеті короля в літній кімнаті — місці, для якого вона була написана. Вона висіла поруч із дверима, а праворуч було велике вікно. Дослідники припустили, що художник створив картину спеціально для цього місця, з джерелом світла праворуч. У той час вона оцінювалася в 16 500 реалів, що було дуже низькою ціною, однак найвищою із тих, за якими оцінювали інші роботи майстра.
Під час пожежі, що знищила Алькасар у Мадриді (1734 рік), цю картину та багато інших мистецьких цінностей спішно врятували, однак вона була пошкоджена: на лівій щоці інфанти виявилась дірка. ЇЇ було відновлено королівським художником Хуаном Гарсією де Мірандою. Картина з'явилася в інвентарі нового Паласіо де Орієнте, доки не була передана в Музей Прадо. Картина знаходилася в залі XV цього музею, поряд з великим вікном, яке забезпечувало їй природне освітлення праворуч, як і в її початковому місці. Ефект було втрачено, коли її перенесли до зали XII.
Під час громадянської війни в Іспанії картина та інші роботи були евакуйовані командою Жака Жожара та перевезені до Женеви.
У 1984 році, на тлі численних суперечок, вона була відреставрована під керівництвом Джона Брілі, експерта з музею Метрополітен у Нью-Йорку. До цього було проведено великі дослідження у співпраці з Гарвардським університетом. Реставрація обмежилася видаленням шарів лаку, який пожовк і змінив ефект фарб. Сучасний стан картини винятковий, особливо враховуючи її великий розмір та вік.

## Опис картини

### Персонажі та інші елементи.

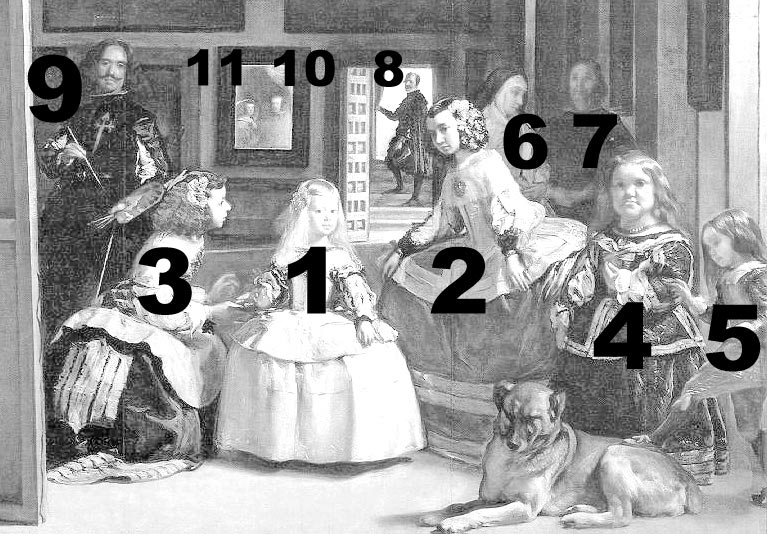
Нумерація персонажів в картині

1. Інфанта Маргарита. Інфанта, дитина у той час, коли картина була написана, є головною фігурою. Їй було близько п'яти років, і вся картина Лас Менінас обертається навколо неї. Є одним із членів королівської родини, найбільш часто зображуваних Веласкесом, оскільки в ранньому віці була заручена зі своїм дядьком по материнській лінії, і портрети, написані художником, були використані для того, щоб повідомити Леопольда I про появу його нареченої. Він уперше намалював її, коли їй було менше двох років. Ця картина знаходиться у Відні та вважається великим твором дитячого живопису. 
2. Ісабель де Веласко. Дочка дона Бернардіно Лопеса де Айяла-і-Веласко, VIII графа Фуенсаліди та кавалера палати Його Величності. Вона вийшла заміж за герцога Аркоса і померла в 1659, після того як стала фрейліною інфанти. Це дівчина, яка стоїть праворуч, також одягнена з немовлям-стражем під спідницею або баскинею, у позі поклону.
3. Марія Агустіна Сарм'єнто де Сотомайор. Дочка графа Сальватерра і спадкоємиця герцогства Абрантес через свою матір, Каталіну де Аленкастре. Це інша дівчина у придворній сукні, та, що ліворуч. Вона пропонує воду в букаро (маленька пориста глиняна посудина з ароматизованою водою, яка освіжала воду). Фігура починає жест лежання перед королівської інфантою.
4. Марі Бáрбола. Вона вступила до палацу в 1651 році, в рік народження інфанти, і завжди супроводжувала її в свиті.
5. Ніколасіто Пертусато. Карлик благородного походження з Міланського герцогства, який став камердинером короля і помер у віці 75 років. На передньому плані поруч із собакою породи мастиф, він страждав на гіпофізарну або пропорційну карликовість і тому здається дитиною віку інфанти, тоді як насправді він був молодим дорослим.
6. Марсела де Уллоа, вдова Дієго де Перальта Портокарреро. До її обов'язків входив нагляд та догляд за всіма фрейлінами, що оточували інфанту Маргариту. На картині вона зображена в одязі вдови, що розмовляє з іншою фігурою.
7. Фігура поруч із ним, наполовину прихована тінню, — єдина, чиє ім'я Паломіно називає. 
8. Хосе Ньєто Веласкес. Він був апосентадором королеви, як і сам художник — короля. Він служив у палаці аж до смерті. На картині він розташований на задньому плані, у відкритому прорізі дверей, через який проникає зовнішнє світло. 
9. Дієго Веласкес. На автопортреті художник стоїть перед великим полотном з палітрою та пензлем у руках та ключем камердинера біля пояса. Емблема на його грудях була намальована пізніше, коли його було прийнято в лицарі ордена Сантьяго в 1658 році. 
10 та 11. Філіп IV та його дружина Маріана Австрійська. Вони відображаються в дзеркалі, розташованому в центрі та на задньому плані картини.

### Техніка.
«Фрейліни» відрізняються врівноваженістю композиції та її впорядкованістю. Нижня половина полотна заповнена персонажами зі стриманим динамізмом, у той час як верхня половина пронизана прогресуючою напівтінню нерухомості. Композиція сформульована шляхом повторення форми і пропорцій двох основних тріо (Веласкес-Агустіна-Маргарита з одного боку та Ісабель-Марі Барбола-Ніколасіто з іншого), в добре продуманій позиції, що не вимагає коректу змін на ходу, як це було властиво Веласкесу в його манері живопису, повної жалю, виправлень, корекцій і коригувань у міру просування у виконанні картини.
Веласкес був майстром у роботі зі світлом. Він висвітлив картину трьома незалежними прожекторами, крім маленького відображення дзеркала. Найважливішим є той, який падає на передній план із невидимого вікна праворуч, висвітлюючи інфанту та її групу, роблячи її головним центром уваги.
Веласкес у своїй картині «Фрейліні» вибудовує золотий перетин за допомогою спіралі («спіраль Дюрера»), центр якої розташований на грудях інфанти Маргарити, — різні автори відзначають можливе використання Веласкесом золотого числа, позначаючи таким чином візуальний центр максимального інтересу та символічне значення місця, для обраних, оскільки у Європі було традиційним, щоб монарх займав центральне та привілейоване місце у церемоніях.

### Теорії сюжету
Незважаючи на численні дослідження, які мистецтвознавці присвятили пошуку сенсу полотна, картина продовжує викликати питання, на які важко відповісти. Перша проблема полягає в самій труднощі визначення жанру, до якого належить, оскільки він не відповідає жодному з традиційних жанрів. Це портрет, головним героєм якого, згідно з першими описами картини, що дійшли до нас, є інфанта Маргарита з деякими членами її почту. Але це не звичайний груповий портрет, оскільки в ньому, здається, відбувається щось, про що свідчить лише напрямок поглядів шести з дев'яти фігур за межі картини, тобто у бік того місця, де стоїть глядач. Здається легкість розказаного анекдоту, його невизначеність означає, що його не можна вважати і звичайною сюжетною картиною. Як бароковий твір він може приховувати в собі кілька послань, що перетинаються. 

## Вплив «Менíн»
Незважаючи на те, що з XVII століття про картину писали захоплені відгуки, до XIX століття вона була невідома за межами мадридського двору і досягла міжнародної популярності лише після того, як була виставлена у музеї Прадо, що відкрився у 1819 році. До цього часу він перебував у королівських палацах з обмеженим доступом: спочатку в Алькасарі в Мадриді, а потім у новому палаці, зведеному на його місці, теперішньому Паласіо де Орієнті.
Митцем захоплювались: Хуан Баутіста дель Мазо (камерний художник Філіпа IV у 1661 році); Лука Джордано (відомий в Іспанії як Лукас Джордан).
«Фрейліни» мала обмежене поширення в гравюрах аж до XIX століття, а першим художником, який відтворив картину в гравюрі, був Франсіско-Хосе де Гоя, який зізнавався, що на нього сильно вплинула картина Веласкеса. 
Вплив Веласкеса і Лас Менінас на Гойю тривало протягом довгого часу. У 1800 року Гоя виконав «Портрет родини Карла IV», у якому віддав шану художнику.